# Shinkansen-Baureihe E3
Die Shinkansen-Baureihe E3 (jap. E3系新幹線電車, E3-kei Shinkansen densha) ist ein japanischer Hochgeschwindigkeitszug des Betreibers JR East, der zwischen 1995 und 2010 gebaut wurde und dessen erste Modelle auf der Akita-Shinkansen, spätere Modelle auch auf der Yamagata-Shinkansen zum Einsatz kommen.

## Geschichte
Wie auch die Baureihe 400 zuvor, wurde die Baureihe E3 für eine Mini-Shinkansen-Strecke entwickelt. Als Mini-Shinkansen-Strecken werden Eisenbahnstrecken in Japan bezeichnet, bei denen konventionelle Strecken von Kapspur auf Normalspur umgebaut wurden, um so eine Anbindung an das Shinkansen-Netz herzustellen. Die Züge können so über die eigentlichen Shinkansen-Hochgeschwindigkeitsstrecke durchgebunden werden. Allerdings wurde beim Umbau der Bestandsstrecken nicht das Lichtraumprofil verändert, so dass die bereits existierenden größeren Shinkansen-Züge nicht zum Einsatz kommen konnten.

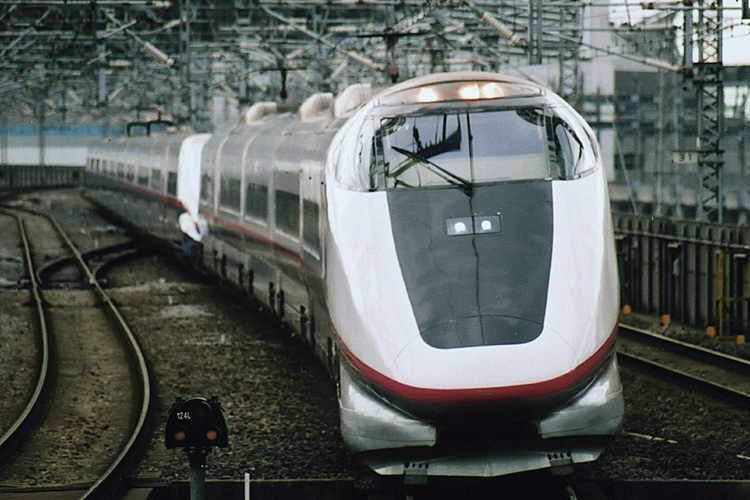
Die Vorserien-Garnitur R1 in Traktion mit einem Zug der Baureihe E2 (2003)

Die Baureihe E3 wurde für die Akita-Shinkansen entwickelt, die 1997 eröffnet wurde. 1995 wurde der von Kawasaki Heavy Industries hergestellte Vorserienzug S8 ausgeliefert und anschließend ausgiebigen Tests unterzogen. Der Vorserienzug bestand aus fünf Wagen und wurde vor Eröffnung der Akita-Shinkansen auf Serienstandard umgerüstet und als Garnitur R1 eingeflottet.
Die Höchstgeschwindigkeit der Baureihe E3 liegt bei 275 km/h, die sie auf der Tōhoku-Shinkansen in Traktion mit Zügen der Baureihe E2 erreicht. Auf den Akita- und Yamagata-Shinkansen liegt die zulässige Höchstgeschwindigkeit bei 130 km/h.

## Betrieb
Die Züge der ersten E3-Serie sind als Komachi-Verbindung auf der Akita-Shinkansen im Einsatz. Zwischen Akita und Morioka verkehren sie als Einzelfahrzeug, ab Morioka in Traktion mit den Zügen der Hayate-Verbindung der Tōhoku-Shinkansen.
Die Züge der Serien E3-1000- und E3-2000 wurden als Ersatz für die Baureihe 400 beschafft. Sie kommen daher als Tsubasa-Verbindung auf der Yamagata-Shinkansen zum Einsatz.

## Serien

### Erste E3-Serie
Die Serienfahrzeuge auf Basis des Vorserienzugs R1 wurden ab 1996 hergestellt. Ursprünglich wurden 16 Fahrzeuge beschafft. Die Beschaffung erfolgte allerdings nicht direkt durch die JR East, sondern durch die Akita Shinkansen Sharyō Hoyū (jap. 秋田新幹線車両保有(株)), einem Joint-Venture zwischen der JR East und der Präfektur Akita. Die Züge wurden von der JR East von der Akita Shinkansen Sharyō Hoyū geleast.
Die zuerst beschafften Garnituren R1 bis R16 hatten zunächst fünf Wagen. Auf Grund steigender Nachfrage wurde 1998 ein sechster Wagen eingefügt.
Während der Vorserienzug noch über drei Scherenstromabnehmer verfügte, waren die Serienmodelle nur noch mit zwei Einholmstromabnehmern ausgestattet.

#### Bestand

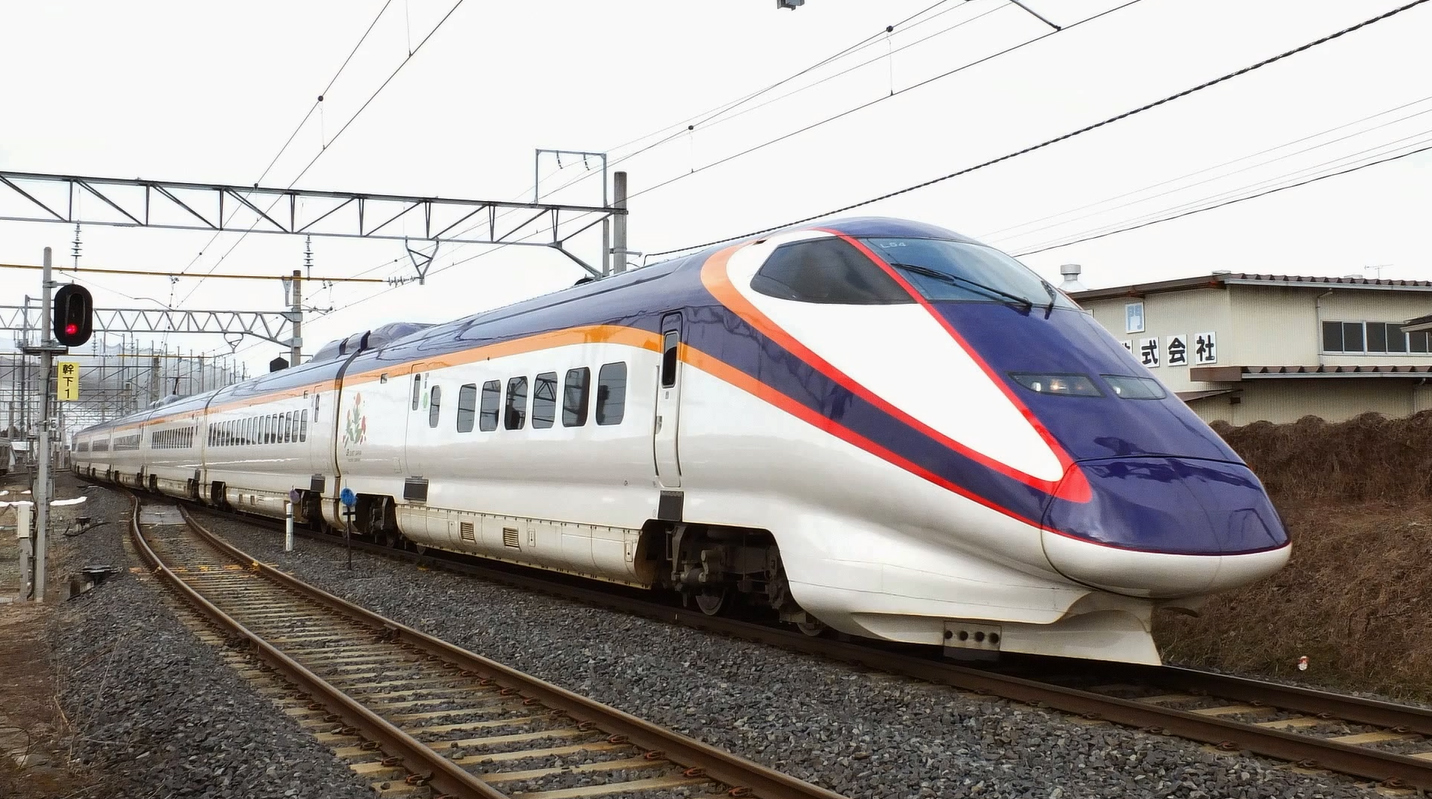
Garnitur L54 in neuer Tsubasa-Lackierung

| Garnitur | Auslieferung       | Ergänzung Wagen 14            | Ausmusterung       | Anmerkungen                                                          |
| -------- | ------------------ | ----------------------------- | ------------------ | -------------------------------------------------------------------- |
| R1       | 28. März 1995      | 29. Oktober 1998              | 26. August 2013    | Vorserienzug S8, ursprünglich mit fünf Wagen und drei Stromabnehmern |
| R2       | 9. Oktober 1996    | 1. November 1998              | 13. Dezember 2013  | Bei Auslieferung 5-Wagen-Züge, 6. Wagen mit Nr. 14 1998 ergänzt      |
| R3       | 14. Oktober 1996   | 4. November 1998              | 17. Februar 2014   | Bei Auslieferung 5-Wagen-Züge, 6. Wagen mit Nr. 14 1998 ergänzt      |
| R4       | 22. Oktober 1996   | 6. November 1998              | 9. Januar 2014     | Bei Auslieferung 5-Wagen-Züge, 6. Wagen mit Nr. 14 1998 ergänzt      |
| R5       | 28. Oktober 1996   | 9. November 1998              | 26. April 2013     | Bei Auslieferung 5-Wagen-Züge, 6. Wagen mit Nr. 14 1998 ergänzt      |
| R6       | 6. November 1996   | 12. November 1998             | 12. April 2013     | Bei Auslieferung 5-Wagen-Züge, 6. Wagen mit Nr. 14 1998 ergänzt      |
| R7       | 11. November 1996  | 22. November 1998             | 17. Mai 2013       | Bei Auslieferung 5-Wagen-Züge, 6. Wagen mit Nr. 14 1998 ergänzt      |
| R8       | 15. November 1996  | 24. November 1998             | 24. Mai 2013       | Bei Auslieferung 5-Wagen-Züge, 6. Wagen mit Nr. 14 1998 ergänzt      |
| R9       | 22. November 1996  | 26. November 1998             | 7. Juni 2013       | Bei Auslieferung 5-Wagen-Züge, 6. Wagen mit Nr. 14 1998 ergänzt      |
| R10      | 2. Dezember 1996   | 28. November 1998             | 27. August 2013    | Bei Auslieferung 5-Wagen-Züge, 6. Wagen mit Nr. 14 1998 ergänzt      |
| R11      | 12. Dezember 1996  | 30. Oktober 1998              | 13. September 2013 | Bei Auslieferung 5-Wagen-Züge, 6. Wagen mit Nr. 14 1998 ergänzt      |
| R12      | 21. Dezember 1996  | 17. November 1998             | 27. November 2013  | Bei Auslieferung 5-Wagen-Züge, 6. Wagen mit Nr. 14 1998 ergänzt      |
| R13      | 20. Januar 1997    | 5. Dezember 1998              | 19. Oktober 2013   | Bei Auslieferung 5-Wagen-Züge, 6. Wagen mit Nr. 14 1998 ergänzt      |
| R14      | 30. Januar 1997    | 14. November 1998             | 1. Dezember 2013   | Bei Auslieferung 5-Wagen-Züge, 6. Wagen mit Nr. 14 1998 ergänzt      |
| R15      | 7. Februar 1997    | 16. November 1998             | 28. Januar 2014    | Bei Auslieferung 5-Wagen-Züge, 6. Wagen mit Nr. 14 1998 ergänzt      |
| R16      | 17. Februar 1997   | 19. November 1998             | 8. März 2014       | Bei Auslieferung 5-Wagen-Züge, 6. Wagen mit Nr. 14 1998 ergänzt      |
| R17      | 30. September 1998 | Neu hergestellte 6-Wagen-Züge | 26. Juli 2013      |                                                                      |
| R18      | 23. Oktober 2002   | Neu hergestellte 6-Wagen-Züge | 22. August 2022    | Umbau 2014 zu Baureihe E3-700 Toreiyu                                |
| R19      | 18. November 2002  | Neu hergestellte 6-Wagen-Züge | 9. Dezember 2020   | Umbau 2016 zu Baureihe E3-700 Genbi Shinkansen                       |
| R20      | 24. März 2003      | Neu hergestellte 6-Wagen-Züge | 17. Dezember 2015  |                                                                      |
| R21      | 16. September 2003 | Neu hergestellte 6-Wagen-Züge | 13. September 2021 |                                                                      |
| R22      | 27. Oktober 2003   | Neu hergestellte 6-Wagen-Züge | 25. November 2021  |                                                                      |
| R23      | 1. Dezember 2003   | Neu hergestellte 6-Wagen-Züge | 25. Mai 2014       | Umbau 2014 zu Garnitur L55 (zwei Wagen)                              |
| R24      | 4. April 2005      | Neu hergestellte 6-Wagen-Züge | 4. Dezember 2013   | Umbau 2014 zu Garnitur L54 (zwei Wagen)                              |
| R25      | 11. Juli 2005      | Neu hergestellte 6-Wagen-Züge | 18. Dezember 2013  | Umbau 2014 zu Garnitur L54 (fünf Wagen)                              |
| R26      | 26. Juli 2005      | Neu hergestellte 6-Wagen-Züge | 6. Juli 2014       | Umbau 2014 zu Garnitur L55 (fünf Wagen)                              |

### E3-1000-Serie

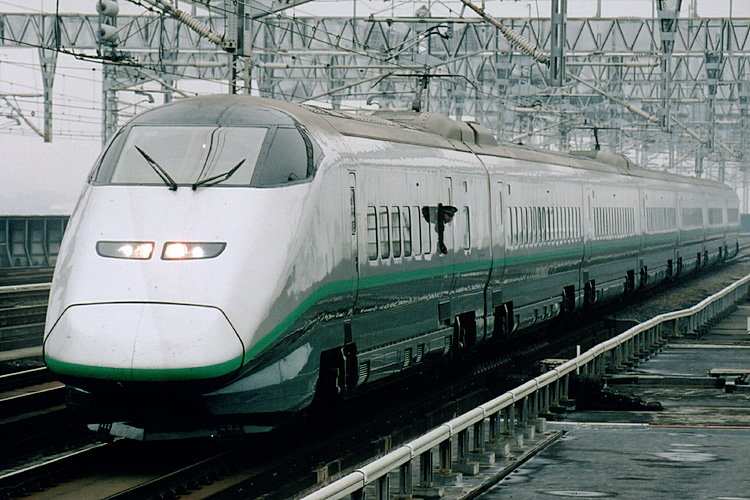
Baureihe E3-1000 auf der Tsubasa-Verbindung

Als Ende der 1990er-Jahre für die Yamagata-Shinkansen zusätzliche Fahrzeuge benötigt wurden, entschied sich JR East, eine Sub-Serie der Baureihe E3 herstellen zu lassen. Drei Fahrzeuge der Baureihe E3-1000 wurden hergestellt, die aus sieben Wagen bestehen. Die Farbgebung entspricht der Baureihe 400, allerdings wurde bei der Baureihe E3-1000 zusätzlich an den Triebköpfen das Logo der Tsubasa-Verbindung (ein großer Flügel) angebracht.

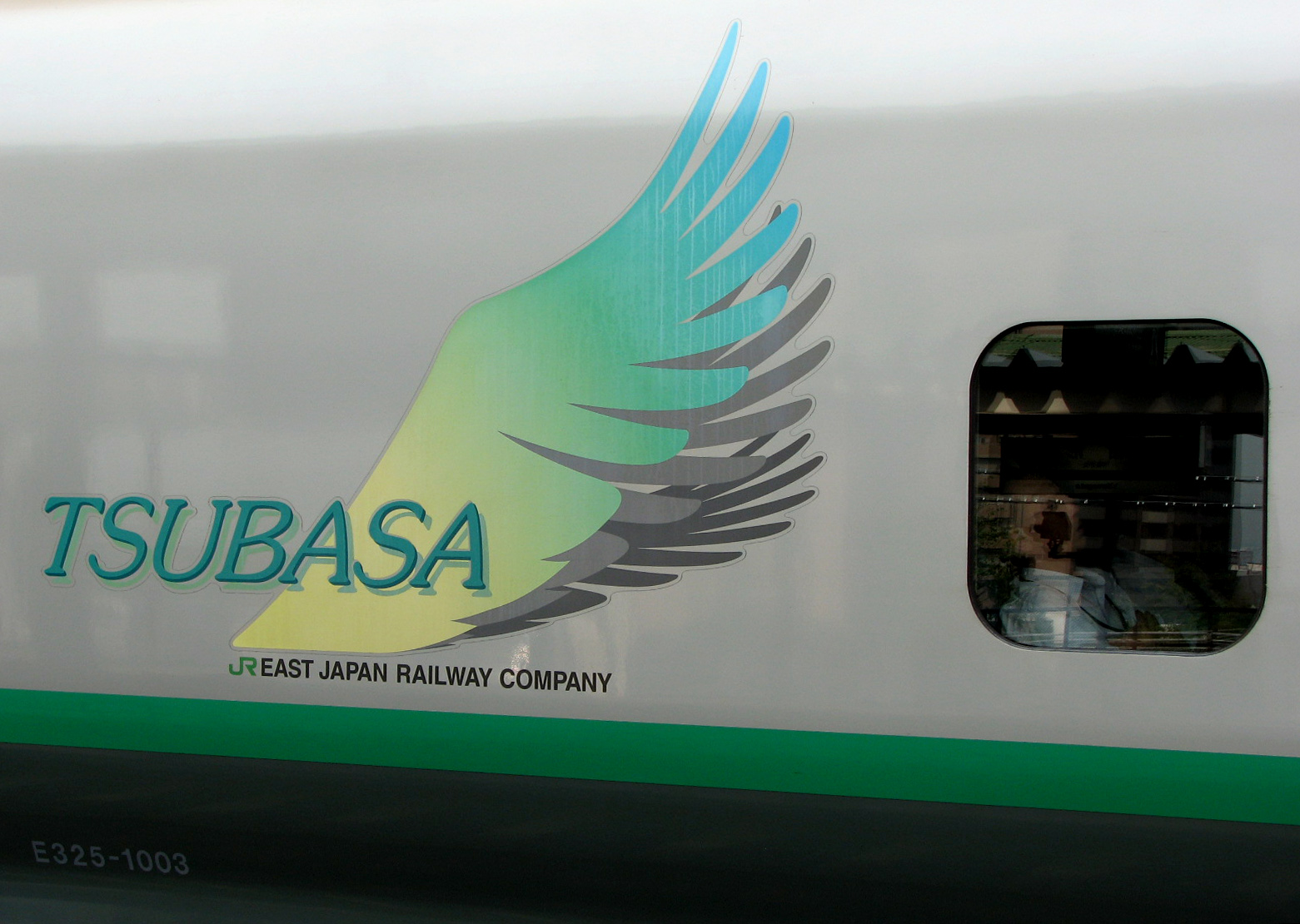
Tsubasa-Logo

Ursprünglich wurden die Züge der Baureihe E3-1000 ab Fukushima in Traktion mit Zügen der Baureihe E4 bei maximal 240 km/h betrieben. Seit 17. März 2012 werden sie auch in Traktion mit der Baureihe E2 betrieben und wurden zu diesem Zweck auf 275 km/h leistungsgesteigert.
Zwischen Ende 2014 und Anfang 2015 wurden die beiden ältesten Garnituren der Baureihe E3-1000 L51 und L52 durch die beiden aus der R-Serie neu zusammengestellten Garnituren L54 und L55 ersetzt. Im Jahr 2015 wurde zudem eine neue Lackierung für die Tsubasa-Verbindung eingeführt.
Die Züge der E3-1000-Serie wurden im Jahr 2024 stillgelegt und durch die neue Baureihe E8 ersetzt.

#### Bestand
| Garnitur | Hersteller  | Auslieferung       | Umlackierung      | Ausmusterung      | Anmerkungen                    |
| -------- | ----------- | ------------------ | ----------------- | ----------------- | ------------------------------ |
| L51      | Tokyu Car   | 11. August 1999    | -                 | 5. September 2014 |                                |
| L52      | Kawasaki HI | 11. September 1999 | -                 | 4. Februar 2015   |                                |
| L53      | Tokyu Car   | 17. August 2005    | 24. November 2015 | 25. März 2024     |                                |
| L54      | Kawasaki HI | 30. Juli 2014      | N.N.              | 30. August 2024   | Umbau aus Garnituren R24 + R25 |
| L55      | J-TREC      | 13. Januar 2015    | N.N.              | 13. Mai 2024      | Umbau aus Garnituren R23 + R26 |

### E3-2000-Serie

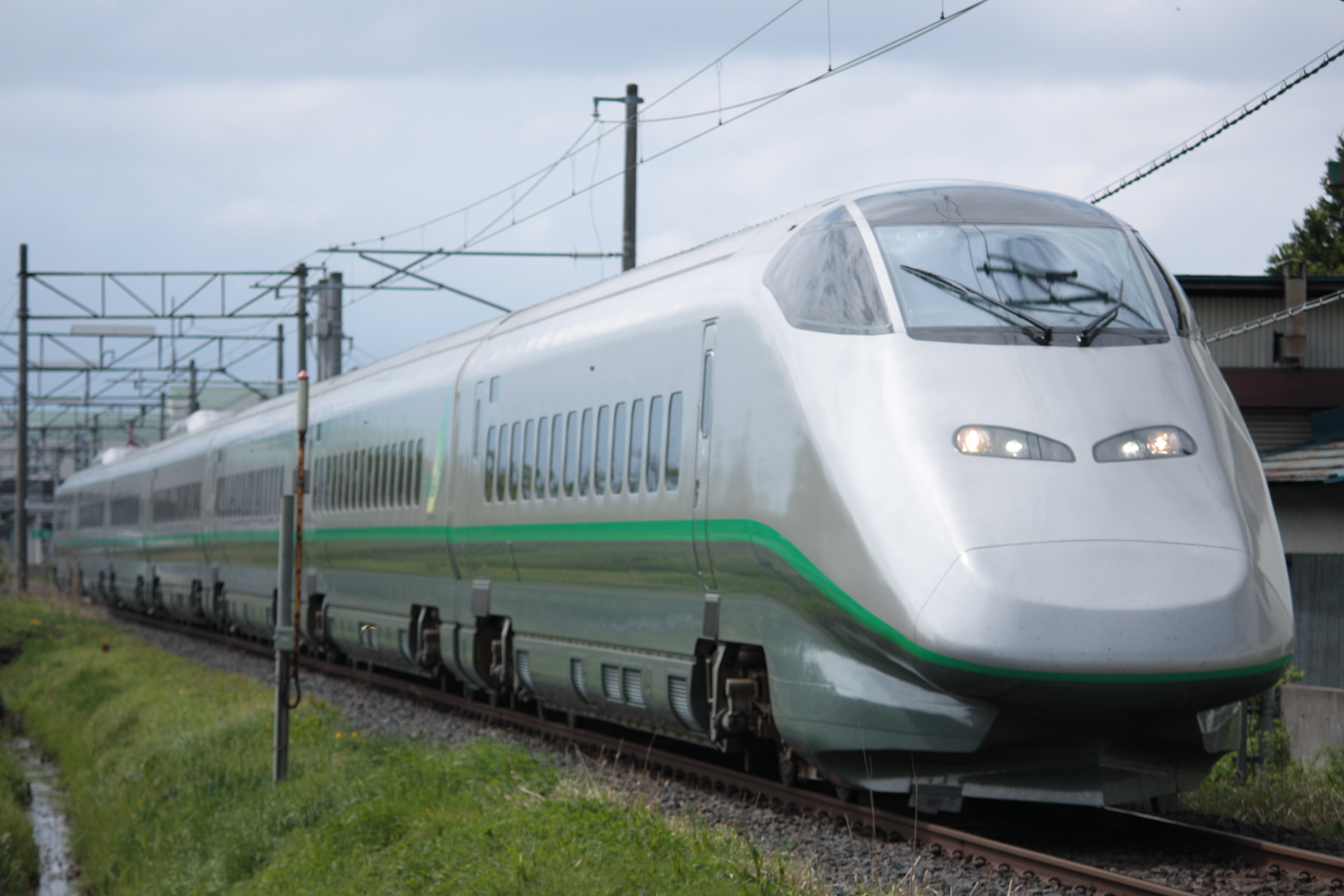
Baureihe E3-2000 auf der Yamagata-Shinkansen

Die Baureihe E3-2000 wurde als Ersatz für die in die Jahre gekommenen Fahrzeuge der Baureihe 400 beschafft. Wie auch die Baureihe E3-1000 bestehen die Züge der Baureihe E3-2000 aus sieben Wagen. Zwischen Dezember 2008 und Sommer 2009 wurden alle Züge der Baureihe 400 durch die Baureihe E3-2000 ersetzt. Es wurden 12 Züge der Baureihe E3-2000 beschafft.
Gegenüber der Baureihe E3-1000 wurden einige technische Verbesserungen umgesetzt: So verfügen die Züge der Baureihe E3-2000 über eine aktive Federung, LED-Fahrtrichtungsanzeigern und Steckdosen an allen Plätzen.
Im Gegensatz zur Baureihe E3-1000 wurde in den Steuerwagen jeweils eine Sitzreihe mit vier Sitzplätzen entfernt, um so denselben Sitzabstand in allen Wagen herzustellen. Bei der Baureihe E3-1000 sind die Sitzreihen in den nicht reservierungspflichtigen Wagen enger als in den reservierungspflichtigen Wagen.

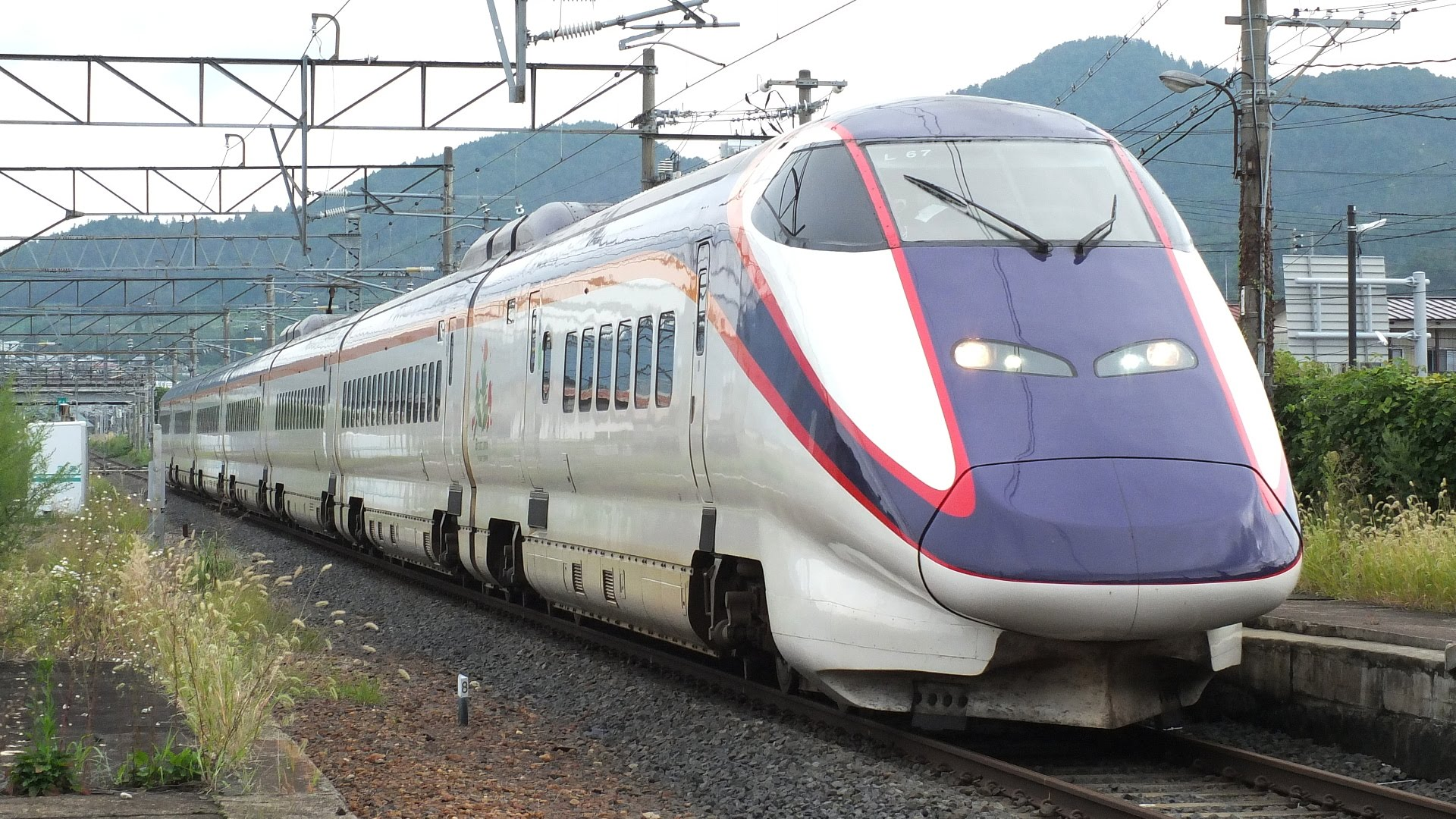
Garnitur L67 mit neuer Tsubasa-Lackierung im Jahr 2015

In den Jahren 2015 und 2016 erfolgte die Umlackierung aller Garnituren in das neue Tsubasa-Farbschema.
Seit 2024 läuft die Außerdienststellung der Züge der E3-2000-Serie. Sie werden sukzessive durch die neue Baureihe E8 ersetzt, die seit März 2024 im Einsatz ist.

#### Bestand
| Garnitur | Hersteller  | Auslieferung     | Umlackierung       | Ausmusterung      |
| -------- | ----------- | ---------------- | ------------------ | ----------------- |
| L61      | Kawasaki HI | 9. Oktober 2008  | 6. Juli 2016       | 6. Dezember 2024  |
| L62      | Kawasaki HI | 9. Dezember 2008 |                    |                   |
| L63      | Kawasaki HI | 7. Januar 2009   | 24. November 2015  | 29. August 2024   |
| L64      | Kawasaki HI | 17. Februar 2009 | 25. April 2014     | 25. Dezember 2024 |
| L65      | Kawasaki HI | 3. März 2009     | 6. Juni 2014       |                   |
| L66      | Kawasaki HI | 25. März 2009    | 22. Oktober 2014   |                   |
| L67      | Tokyu Car   | 28. März 2009    | 12. November 2014  |                   |
| L68      | Kawasaki HI | 14. April 2009   | 5. Dezember 2014   |                   |
| L69      | Kawasaki HI | 19. Mai 2009     | 23. Februar 2015   |                   |
| L70      | Kawasaki HI | 30. Juni 2009    | 6. April 2016      |                   |
| L71      | Kawasaki HI | 22. Juli 2009    | 24. April 2016     |                   |
| L72      | Kawasaki HI | 25. März 2010    | 18. September 2015 |                   |

### E3-700-SerieToreiyu

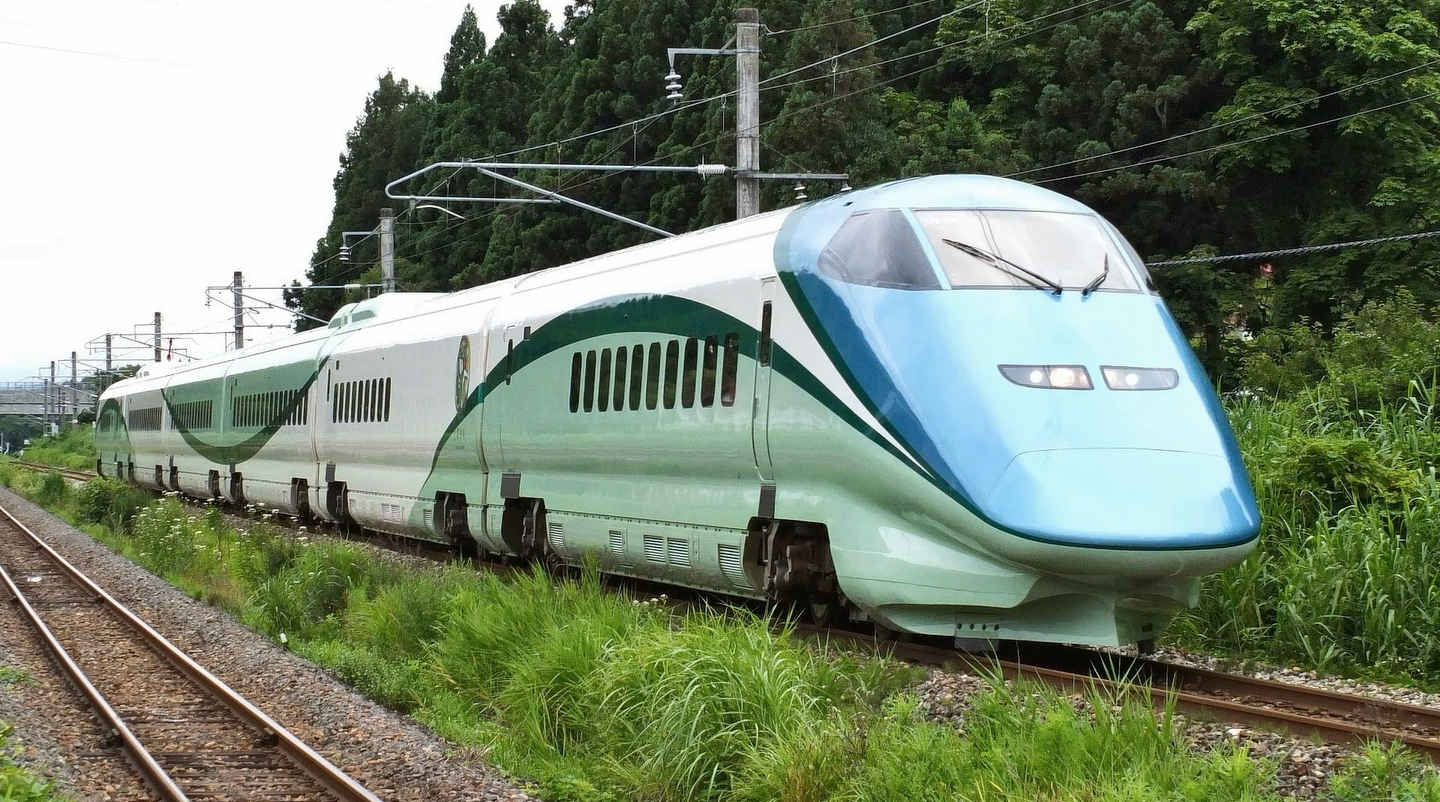
Baureihe E3-700 Toreiyu auf der Yamagata-Shinkansen

Für touristische Zwecke wurde im Jahr 2014 die Garnitur R18 umgebaut und wird seither als Ausflugszug auf der Yamagata-Shinkansen zwischen Fukushima und Shinjō eingesetzt. Der Zug wird als Toreiyu (とれいゆ) vermarktet, was ein Kofferwort aus dem Englischen Wort "Train" (Zug) und dem Französischen Wort "Soleil" (Sonne) ist. Das Design des Zugs stammt vom Industriedesigner Ken Okuyama.

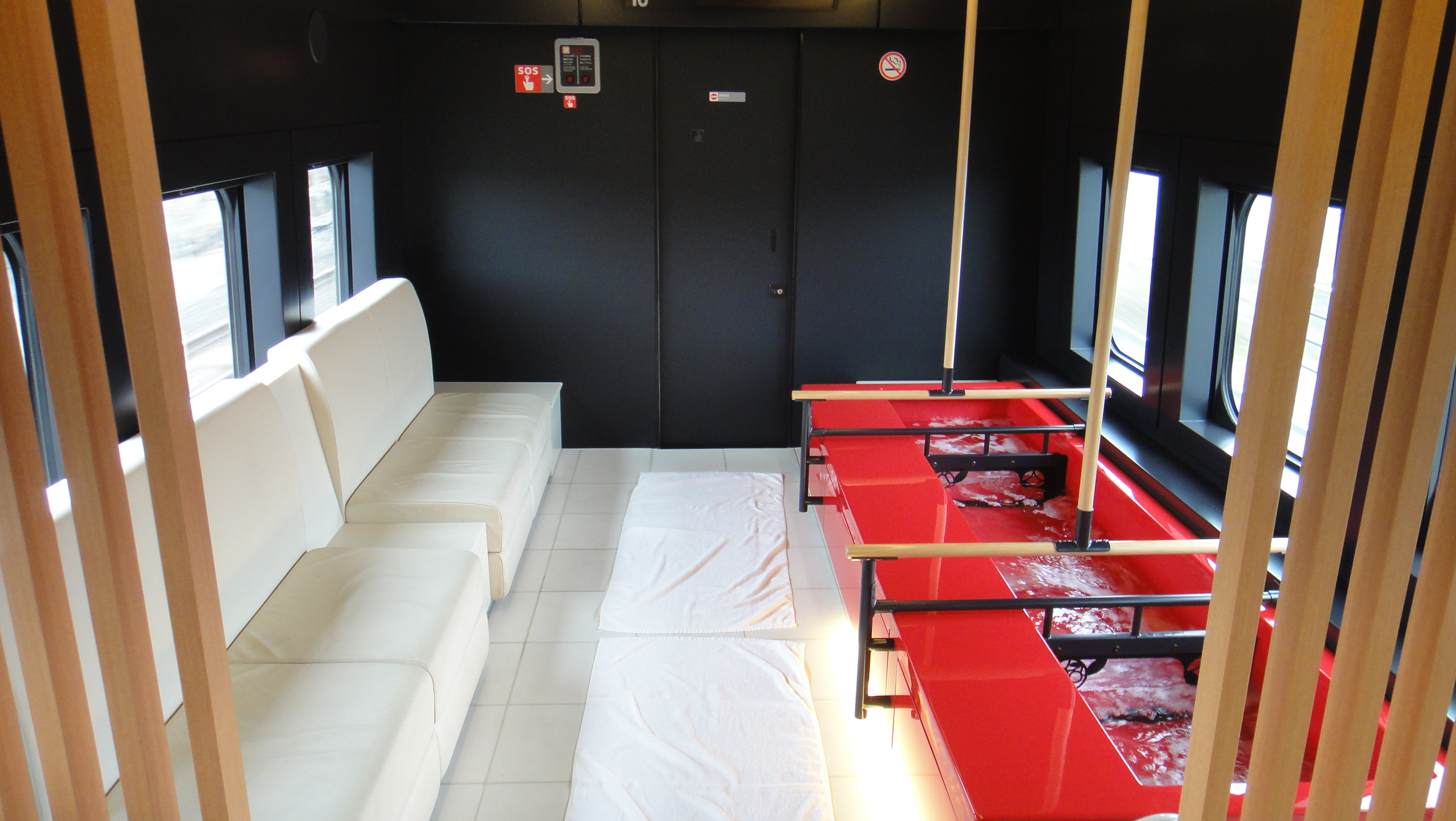
Ashiyu-Fußbäder im Toreiyu

Der Zug wird gebildet aus einem Standardwagen (2x2-Vis-à-Vis-Bestuhlung), zwei Wagen mit Tatami-Böden, einem Lounge-Wagen mit Bar und einem Wagen mit Ashiyu-Fußbädern. Insgesamt hat der Zug somit eine Kapazität von 143 Fahrgästen.
Zumeist kommt der Zug am Wochenende auf speziellen Toreiyu Tsubasa-Verbindungen zum Einsatz.

### E3-700-SerieGenbi Shinkansen

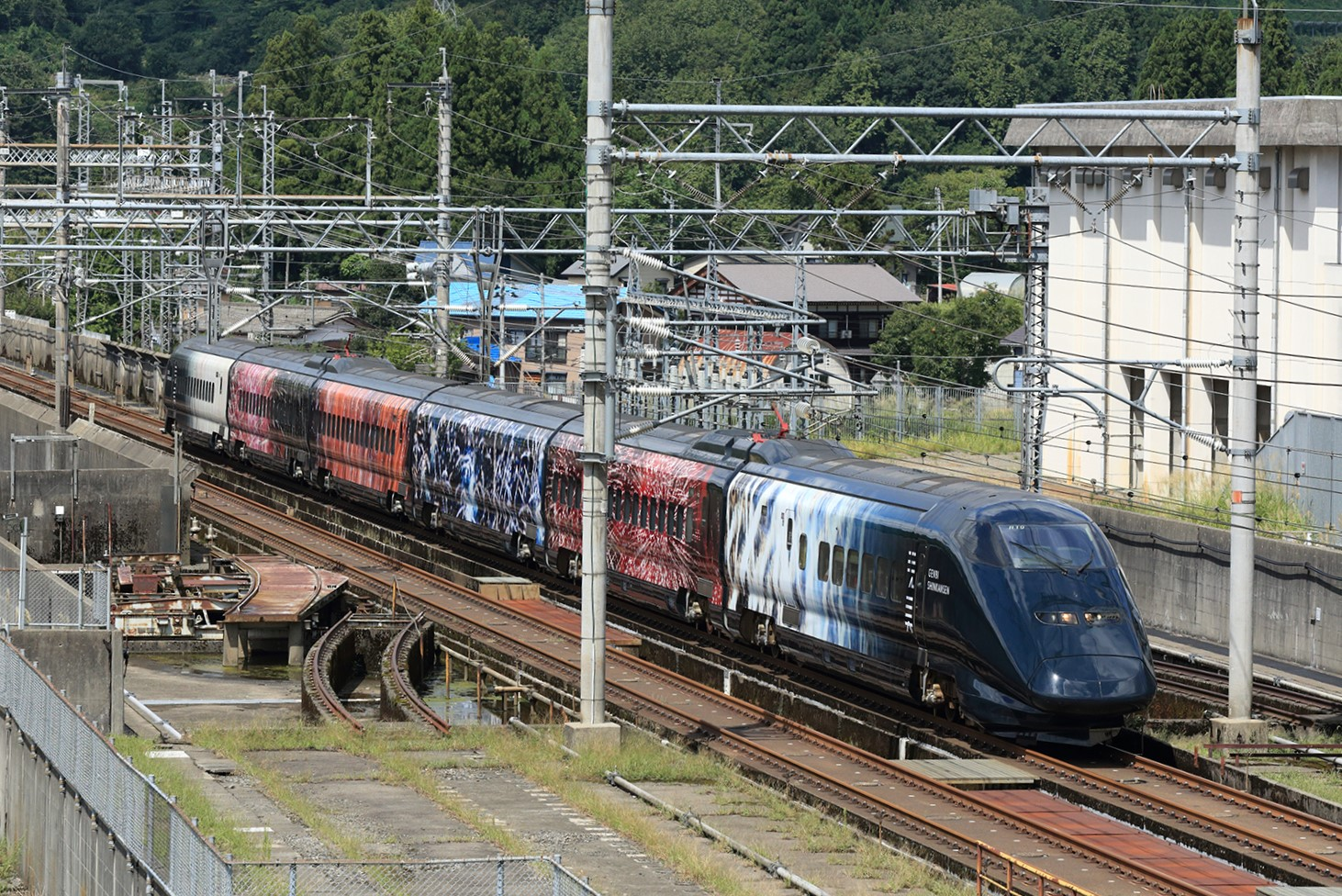
Baureihe E3-700 Genbi Shinkansen auf der Jōetsu-Shinkansen

Ebenfalls für touristische Zwecke wurde die ehemalige Garnitur R19 zum Genbi Shinkansen (jap. 現美新幹線, Shinkansen für zeitgenössische Kunst) umgebaut. Der Zug wurde ab 29. April 2016 auf der Jōetsu-Shinkansen zwischen Echigo-Yuzawa und Niigata überwiegend am Wochenende eingesetzt. Im Oktober 2020 gab JR East bekannt, dass aufgrund der hohen Kosten für die bevorstehende, vorgeschriebene große Inspektion der Zug am 9. Dezember 2020 zum letzten Mal im Fahrgasteinsatz sein wird und anschließend verschrottet wird.
Die äußere Gestaltung des Zuges wurde von der Fotografin Mika Ninagawa verantwortet. Das Innere jedes Wagens wurde von einem anderen Künstler gestaltet:
| Wagen | Funktion                    | Künstler       | Kunst                                                                               | Foto |
| ----- | --------------------------- | -------------- | ----------------------------------------------------------------------------------- | ---- |
| 11    | 2+2-Bestuhlung              | Nao Matsumoto  | Innendesign von Sitzpolster, Sonnenblenden und Teppich                              |      |
| 12    | Ausstellungsraum            | Yusuke Komuta  | Installation von Spiegeln, die die Landschaft, durch die der Zug fährt reflektieren |      |
| 13    | Kinderspielbereich und Café | Kentaro Kobuke | Innendesign von Kinderspielbereich und Café                                         |      |
| 14    | Ausstellungsraum            | Naoki Ishikawa | Fotografien alpiner Landschaften                                                    |      |
| 15    | Ausstellungsraum            | Haruka Koujin  | Abstrakte Kunst                                                                     |      |
| 16    | Ausstellungsraum            | Brian Alfred   | Kurzfilm über die Region Niigata                                                    |      |